# Дом учёных (Самара)
Дом учёных (Самара) — учреждение культуры Самарского научного центра РАН, созданное для ведения научной, культурно-просветительской, общественно-политической, театрально-концертной, спортивно-оздоровительной, выставочной работы, а также библиотечного обслуживания научных работников и жителей города Самара.
В здании самарского Дома учёных располагается Президиум Самарского научного центра РАН и его подразделения: отдел динамики и управления движением, отдел истории и археологии Поволжья, отдел телекоммуникаций и обработки информации с кластером вычислительных машин, первый отдел, научная библиотека с Интернет-центром, редакционно-издательский отдел, типография, редакция научного журнала «Известия Самарского научного центра РАН», Поволжский филиал Института российской истории, аппарат комиссии по присуждению Губернских премий и грантов в области науки и техники, общественные научные объединения. В здании Дома учёных СамНЦ РАН функционирует сервер на основе оптоволоконных технологий.

## История
СамНЦ РАН организован постановлением Президиума АН СССР 10 октября 1989 года как Куйбышевский научный центр Академии наук СССР, преемником которого он является, в связи с выходом Куйбышевской области в число лидеров страны по объёму промышленного производства, определяющего экономический потенциал страны, в том числе наукоёмких отраслей: авиационной, ракетно-космической, автомобильной, химической, нефтеперерабатывающей и других. В области вели учебный и научный процессы десятки вузов, отраслевых научно-исследовательских институтов и конструкторских бюро. В крупнейших городах области были открыты учреждения Академии наук: в Куйбышеве — филиал Физического института, филиал Института машиноведения, филиал Центрального конструкторского бюро уникального приборостроения, в Тольятти — Институт экологии Волжского бассейна.
Инициатором создания Куйбышевского научного центра и первым председателем Совета директоров стал генеральный конструктор авиационных и ракетных двигателей — академик Н. Д. Кузнецов.
СамНЦ РАН располагается в Доме учёных, переданном ему на законном основании в 1990-е годы областным правительством. К сожалению, сейчас развивается обратный процесс: в последние годы не прекращаются попытки Минимущества Самарской области в судебном порядке освободить здание от присутствия академической науки.